# Солунски олимпийски музей
Олимпийският музей в Солун (на гръцки: Ολυμπιακό Μουσείο Θεσσαλονίκης), посветен на олимпийското движение в Гърция, е разположен в Солун. Намира се близо до стадион „Кафтанзоглио“ и Солунския университет.

## История
Музеят е основан през 1998 г. под името Музей на спорта. Той е уникален музей в Гърция като посветен на спорта. Работи с поддръжката на Министерството на културата, специалния секретариат за спорта в Македония и Западна Тракия, спортния съюз и сдруженията на местните органи на властта.
Целта на музея е събирането, съхраняването, записването и оформянето на историята на спорта и спомагането за развитието му в Гърция, като последната програма има възпитателен характер. От момента на създаването си до 2004 г., годината на Олимпийските игри в Атина, музеят се помещава в неокласическо здание, където на ограничено пространство, предоставено от Гръцката железопътна организация (OSE) (по-малко от 300 кв. метра), е разположена неговата изложбена и образователна експозиция.
По време на Олимпийските игри през 2004 г. музеят е преместен в новото си здание, което отночало е предназначено за обслужване на потребностите на стадион „Кафтанзоглио“, едно от местата на които се провеждат Олимпийските игри. Новото здание е открито от президента на Международния олимпийски комитет, Жак Рох. Това е съвременно здание с площ 4500 кв. метра, което е проектирано и построено по спецификациите, установени от съвременната музейна архитектура.
През януари, Международният олимпийски комитет (след като получава предложение от гръцкия Олимпийски комитет) и признавайки  приноса му в спортната и културна област, преименува музея на Олимпийски музей в Солун. Организирането на първата постоянна изложба, посветена на Олимпиадата и олимпийските видове спорт, е приоритетната цел на новата политика за изложби. Изложбата се състои от исторически документи и експонати, свързани с гръцките олимпийци: медали, факли, паметни сувенири на олимпийски организации и спортно оборудване. Новата мисия на музея е не само съхраняването и популяризирането на спортното наследство, но и запазването на популярността на националната история на Олимпийските игри и на олимпийския идеал.
Олимпийският музей в Солун се състои от четири изложбени зали (постоянна изложба, посветена на Олимпийските игри под надслов „История на спорта и олимпийския идеал“; постоянна интерактивна изложба, озаглавена „Спортна наука“; постоянна изложбена зала, съществуваща паралелно с изложбата за оформянето на леката атлетика и накрая, изложбена зала за временни ескпоцизии). Всичките зали са оборудвани с места за образователни програми и семинари. Освен това, в музея има актова зала, амфитеатър с 300 места, две по-малки зали, магазин и голямо фоайе, в което могат да бъдат представени временни изложби на по-незначителни събития.
Новите строителни наредби провокират преразпределяне на задачите на чузея и организацията на олимпийската спортна колекция, която се състои от дарения, лични вещи на гръцки спортисти, отличили се в разбични дисциплини, сувенири на спортни федерации, частни колекции, независими колекционери и други. Новата политика по отношение колекцията на музея се фокусира върху представянето на изложби, чиято тема е триптиха „тяло, дух и душа“ със спортни, исторически и културни интереси. Създадените експозиции са разделени на дългосрочни, временни, интерактивни и художествени изложби.
Една от основните цели на Олимпийския музей в Солун е да намери подход към младежите и децата, да създаде приятелска атмосфера в музея и да направи посещенията по-приятни. Всяко изложба е съпътствана от поддръжката на различни образователни програми, образователните семинари се провеждат през почивните дни, а през лятото се провеждат семинари и театрални класове.
Като съвременна културна институция, музеят обръща голямо внимание на иновативните технологии и тяхното използване в изложбите и музейните сбирки, както и при излженията на екскурзоводите. През 2007 г., дигиталната обиколка „Лека атлетика“  е създадена като изложба в реалното пространство, докато други две интерактивни изложби, „Параолимпийски игри“ и „Медали и факли“ могат да се намерят на сайта на музея.
Връзките на Олимпийския музей в Солун с обществеността се осъществяват с помощта на информационен бюлетин и ежемесечна електронна информация. В допълнение, музеят публикува каталози на изложбите си и стенограми на конференциите си.
В продължение на първите си 10 години музеят установява връзки с културни институции и европейски и международни музеи. Член е на Международната асоциация за спортно наследство (ISHA), Международния съвет на  музеите (ИКОМ), а от 2007 г. е член на мрежата от олимпийски музеи. Равива международно сътрудничество с участие на представители на администрации за спортно и културно наследство в Европа и на Балканите.